# Strokkur

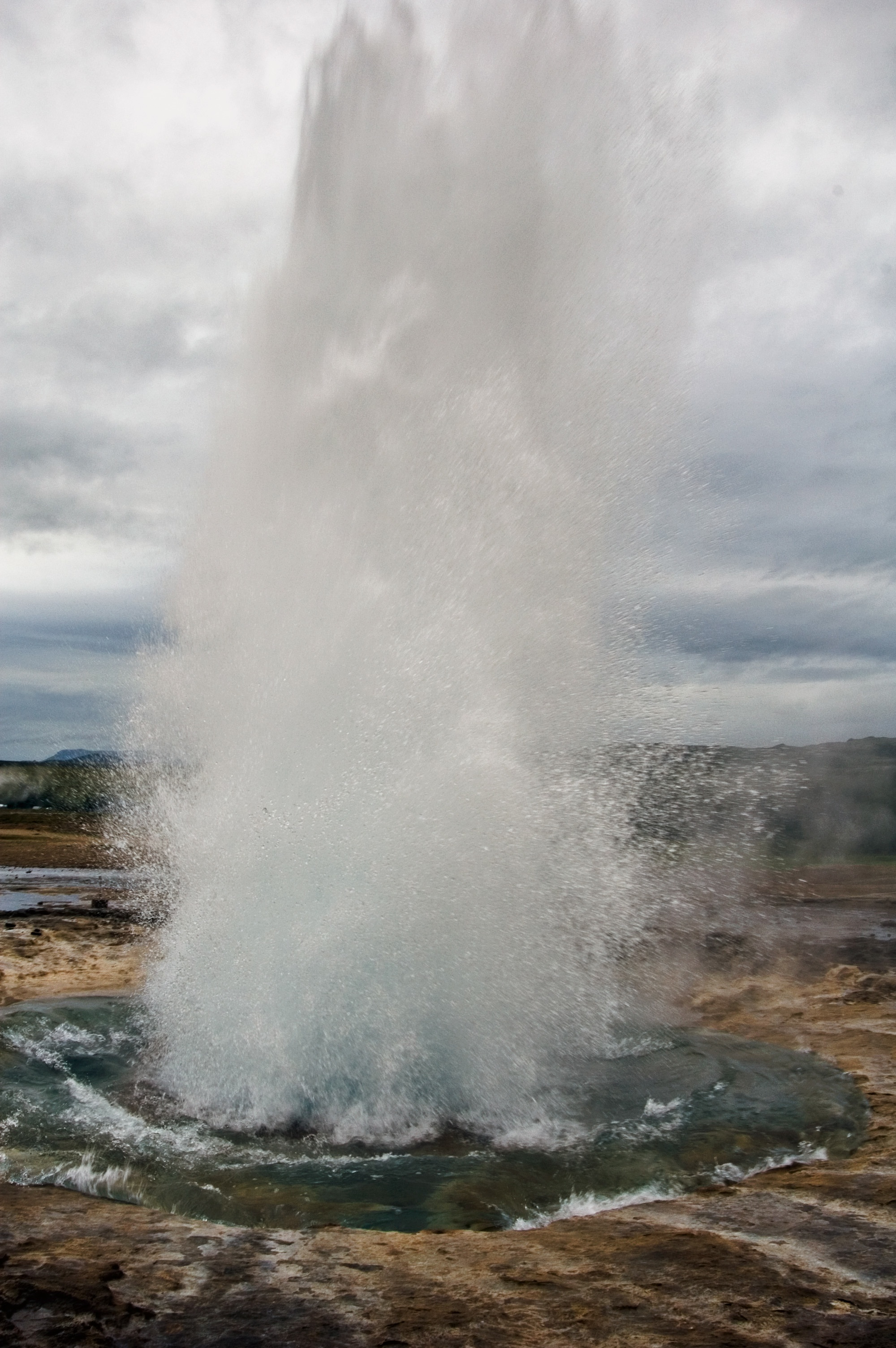
Erupción del Strokkur.

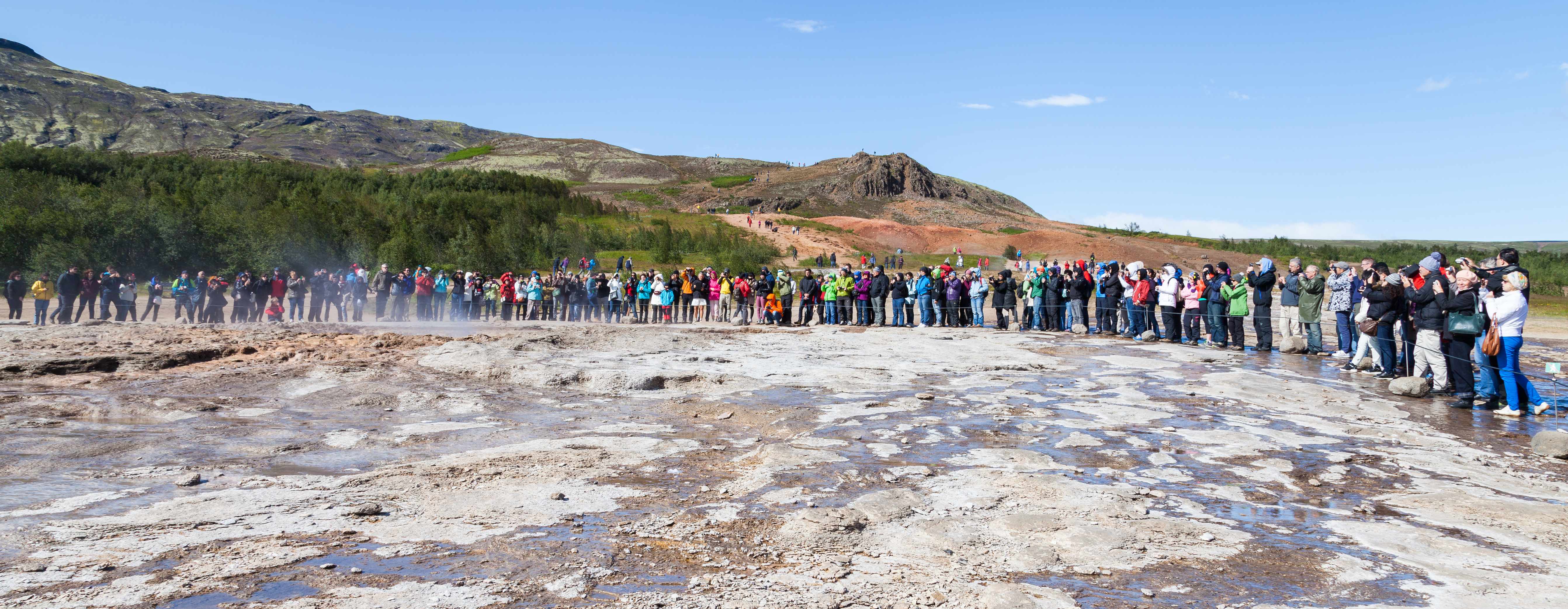
Strokkur sin erupción, una atracción turística.

Strokkur (palabra islandesa que significa "batir") es un géiser en la región geotérmica cercana al río Hvitá y de la ciudad de Reikiavik, es considerado uno de los géiseres más famosos de Islandia. El géiser erupciona en promedio cada 4 a 8 minutos, con una altura promedio de 15 a 20 metros, llegando a veces a los 40 metros.

## Ubicación
Strokkur es parte del área geotérmica de Haukadalur, donde se encuentran varias características geotérmicas como las piscinas de lodo, fumarolas, depósitos de algas y otros géiseres al lado y alrededor de ella, como el Geysir.

## Historia
Strokkur fue mencionado por primera vez en 1789, después de que un terremoto desbloqueara el conducto del géiser. Su actividad osciló durante el siglo XIX, en 1815 se estimó su altura máxima en 60 metros. Sus erupciones continuaron hasta el siglo XX hasta que otro terremoto causó el cierre del conducto. En 1963, con el asesoramiento del Comité de Geysir, los habitantes locales limpiaron el conducto bloqueado del géiser, el cual ha estado en erupción regularmente desde entonces.

## Evolución de la erupción

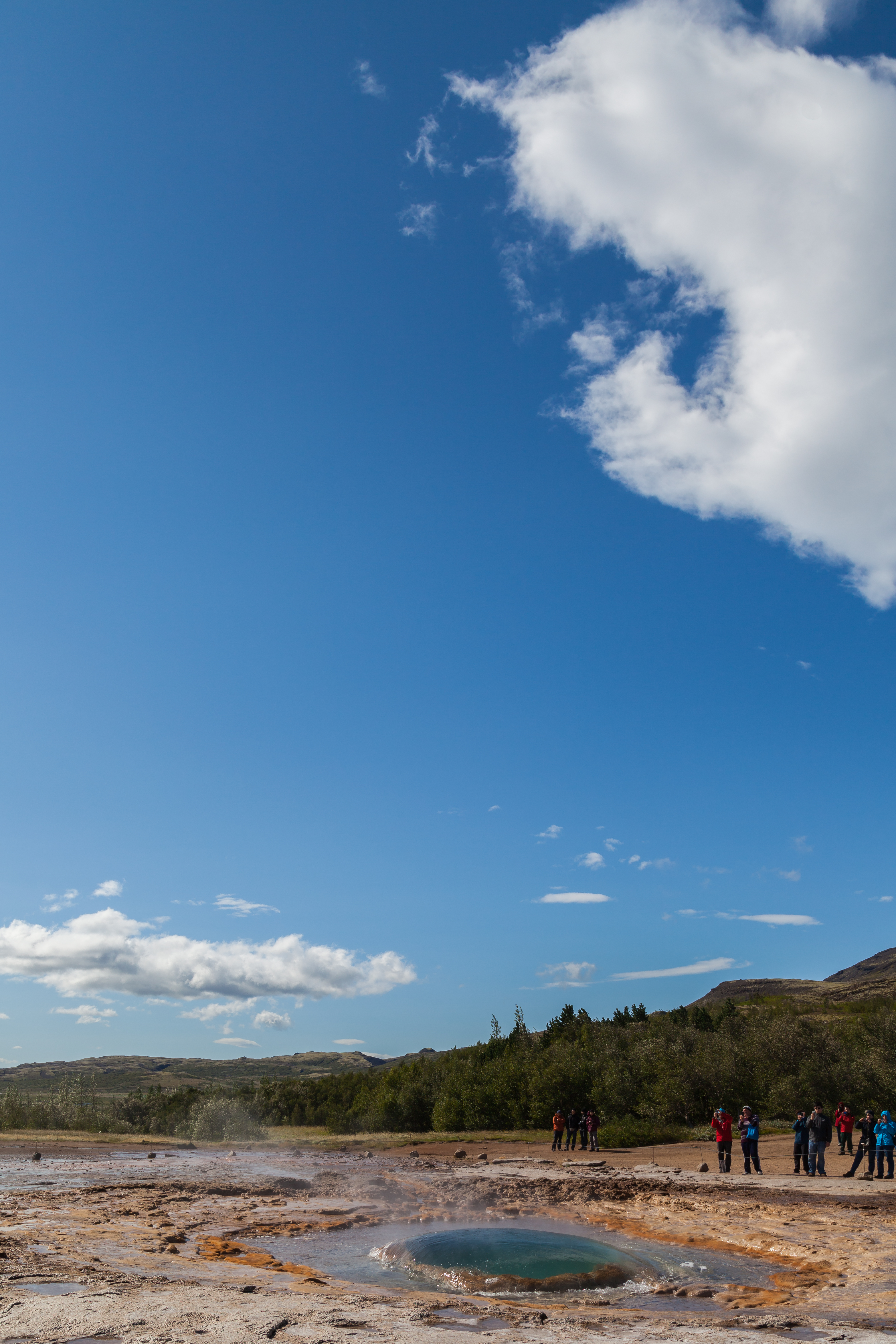
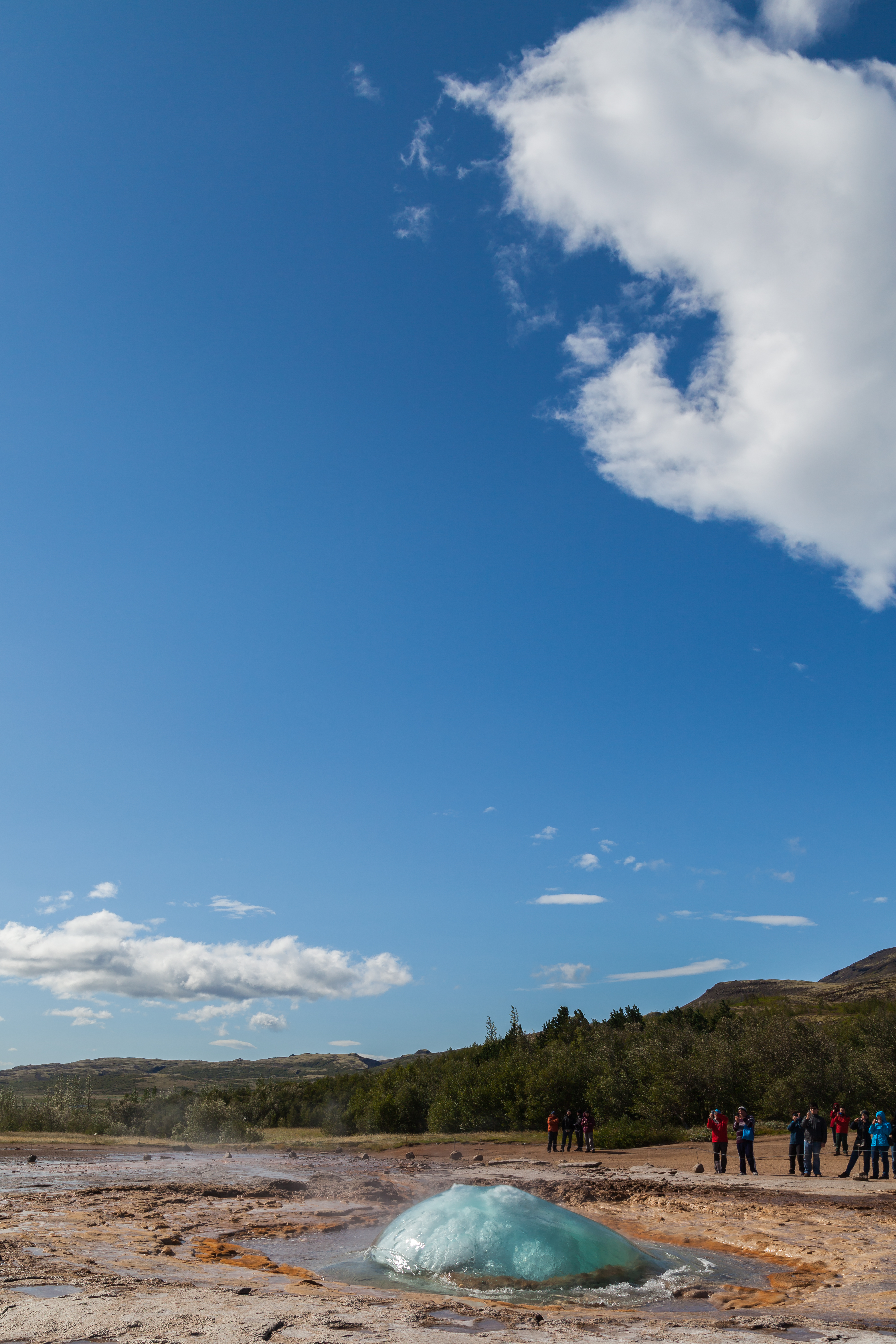
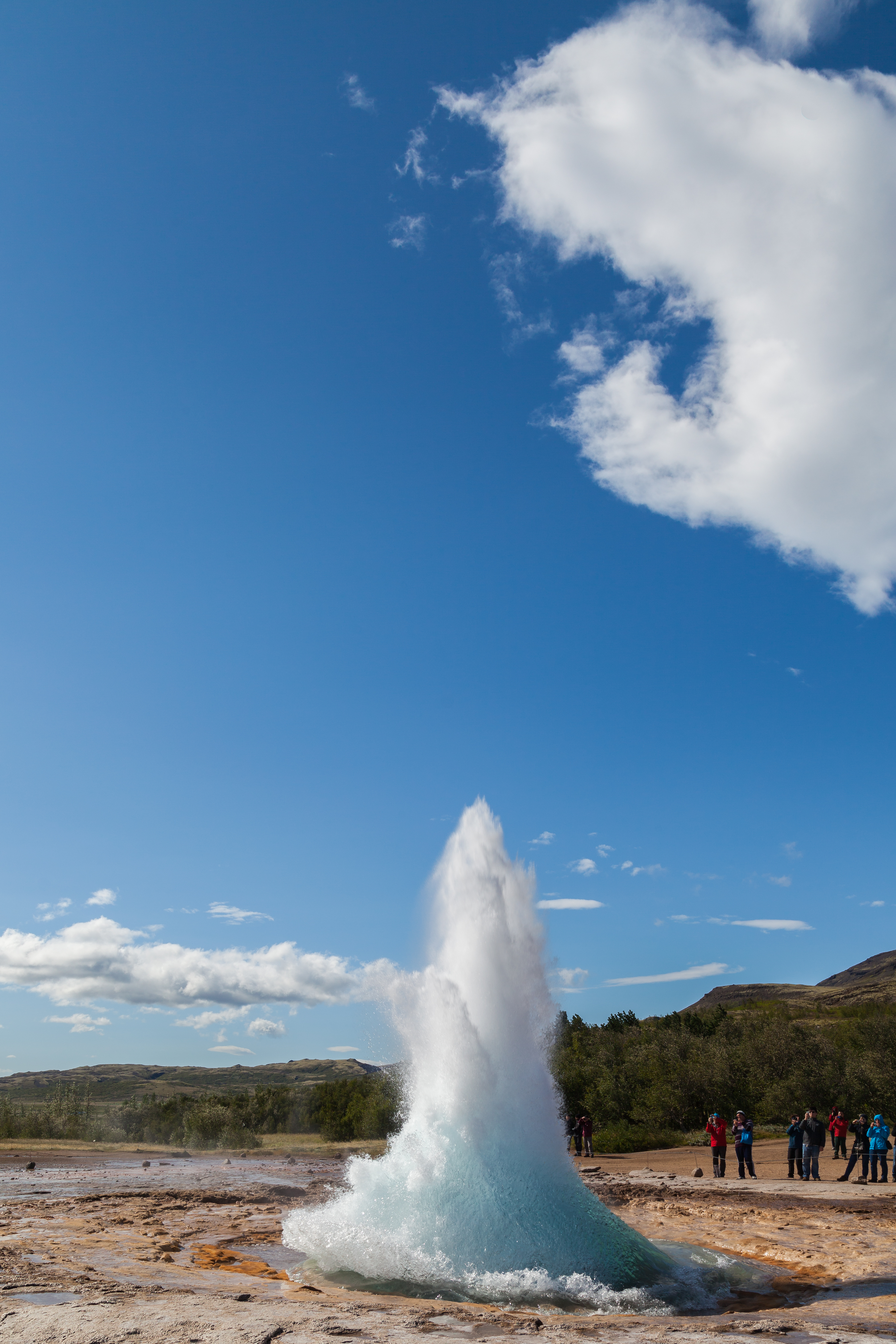
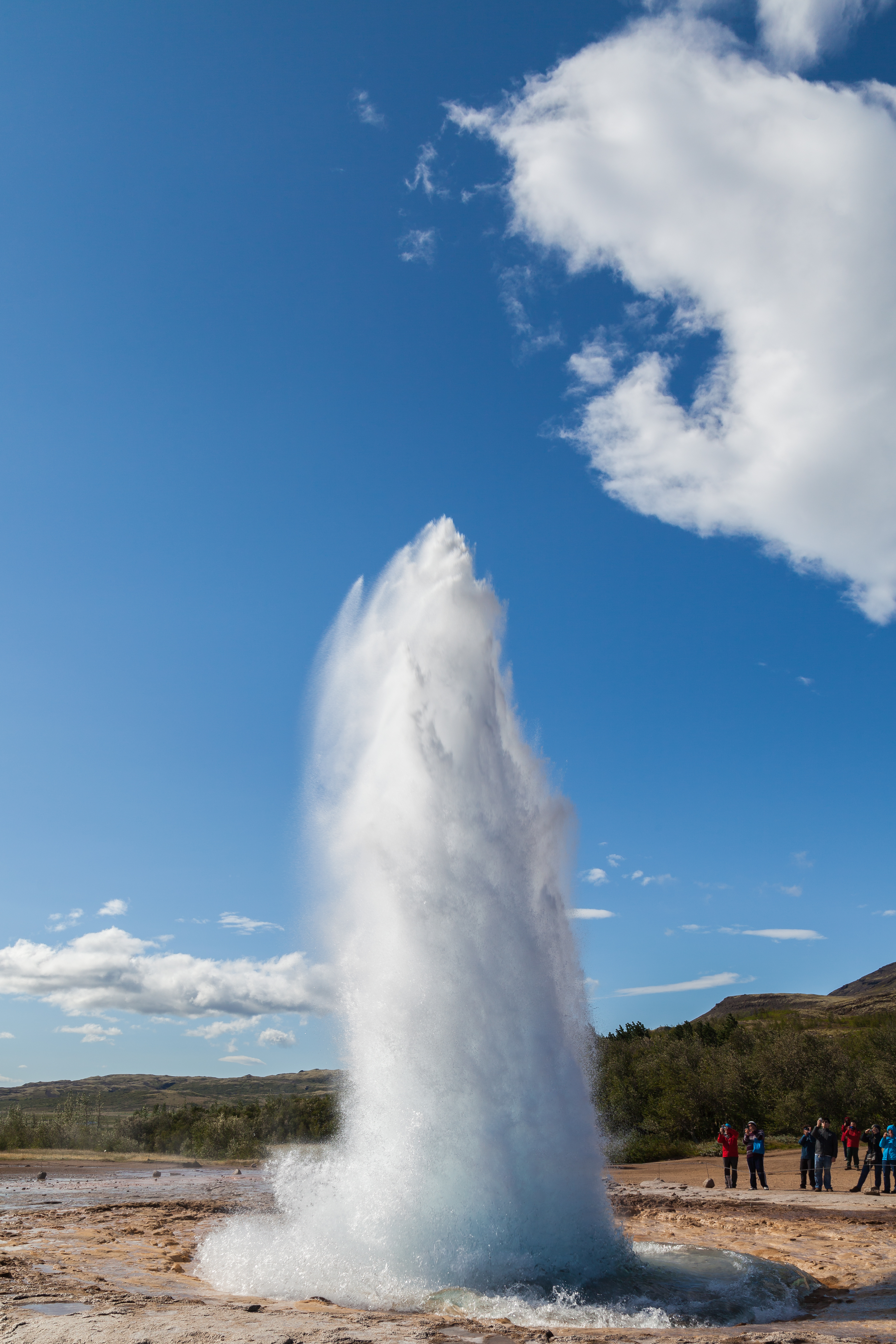
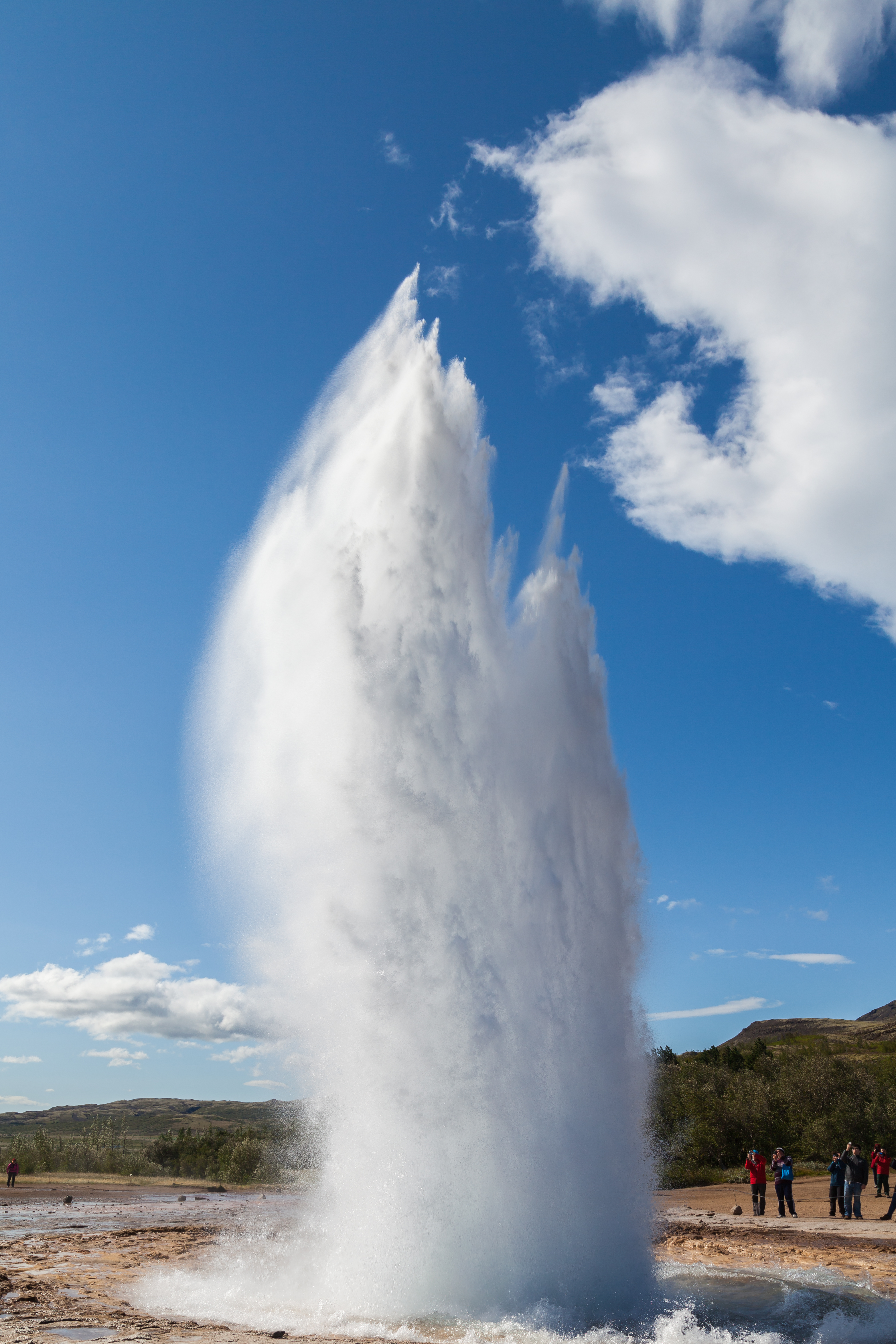
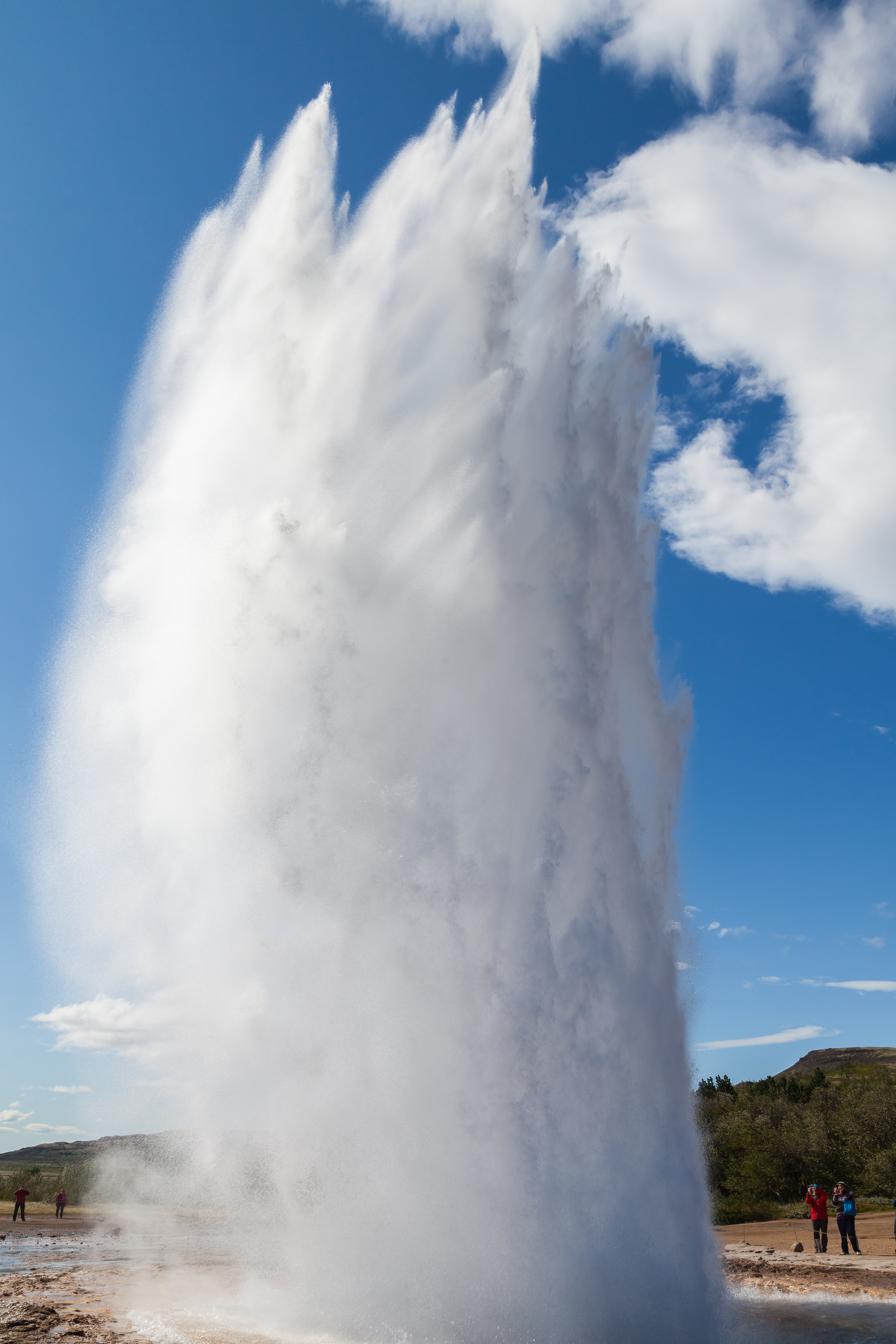
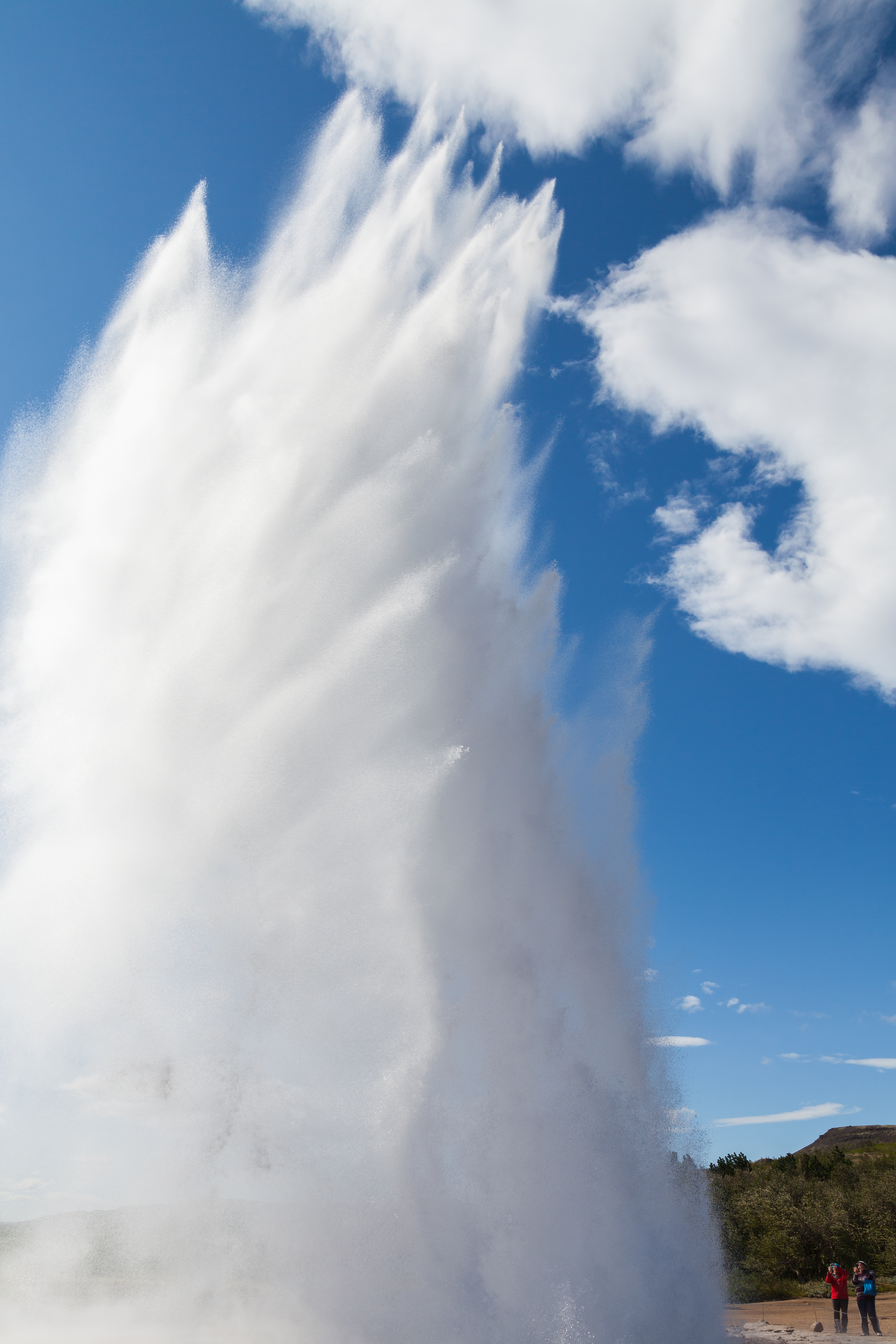
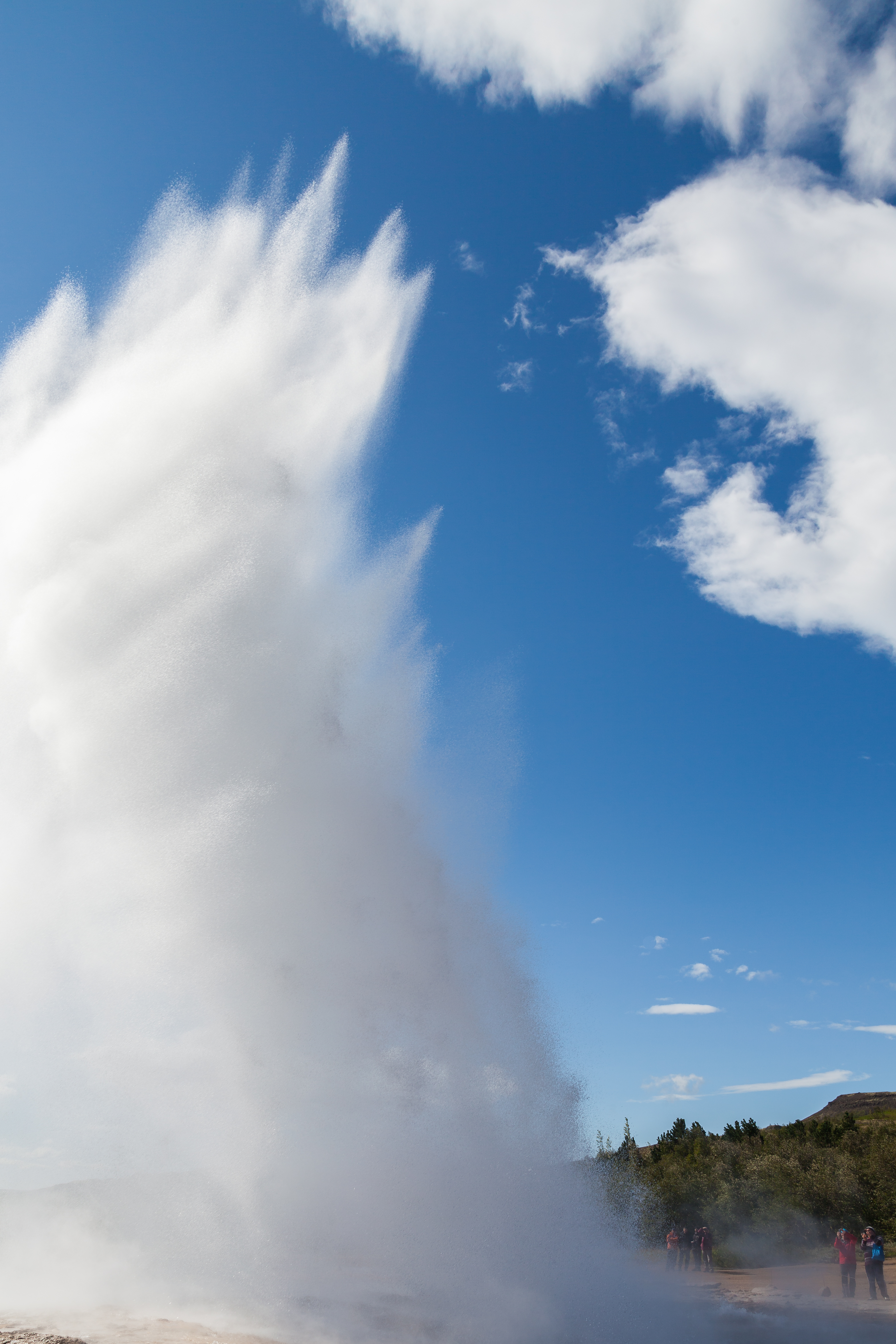